# Heinrich Zimmer (Indologe)

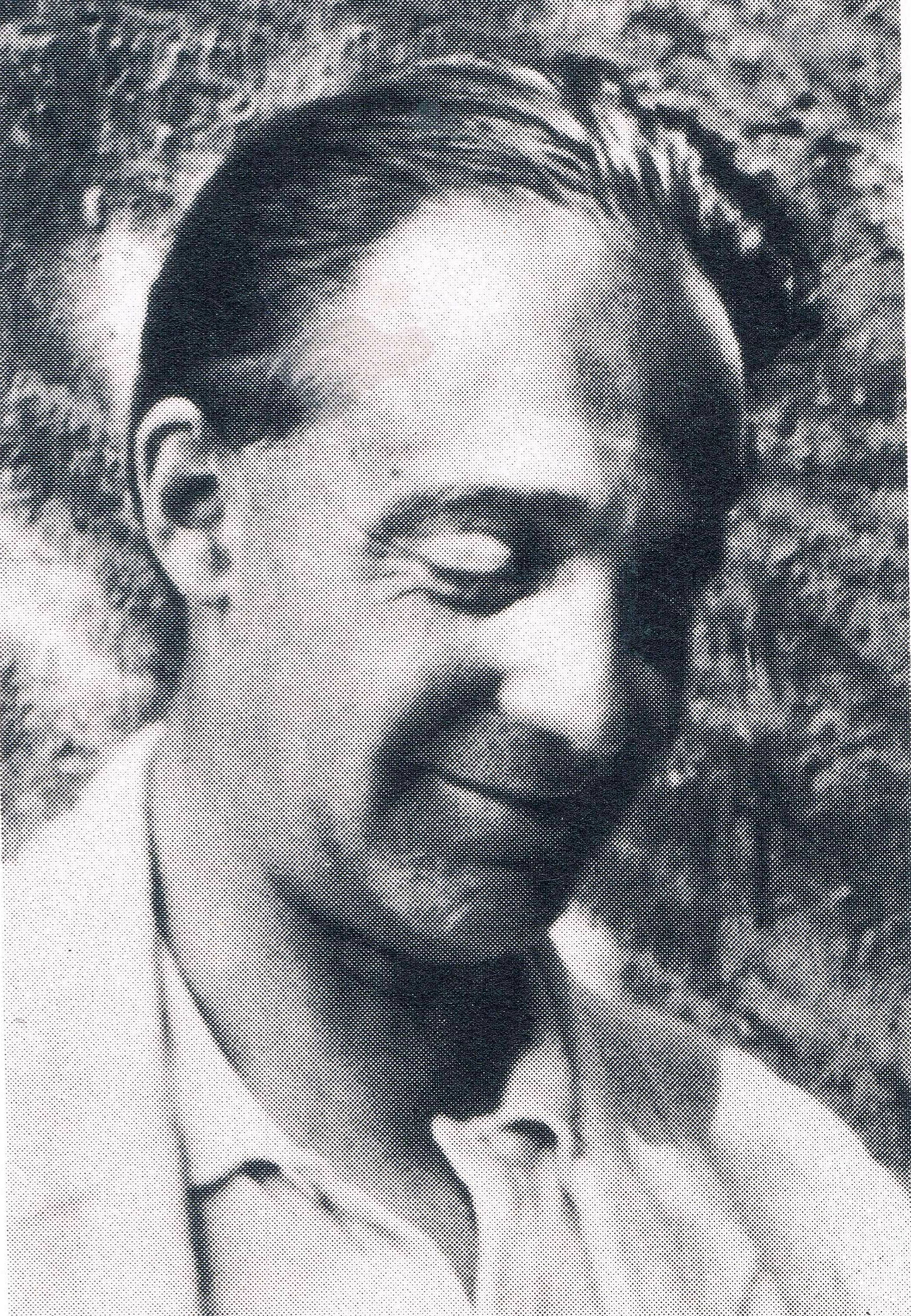
Heinrich Zimmer (1933)

Heinrich Robert Zimmer (* 6. Dezember 1890 in Greifswald; † 20. März 1943 in New Rochelle, New York) war ein deutscher Indologe.

## Leben
Heinrich Zimmer wuchs als zweiter Sohn des Keltologen und Universitätsprofessors Heinrich Friedrich Zimmer (1851–1910) und seiner Ehefrau Martha (geb. Hirt) bis 1901 in Greifswald auf. Mit dem Umzug der Familie nach Berlin, wo sein Vater den ersten deutschen Lehrstuhl für keltische Sprachen übernahm, wechselte er an das Kgl. Joachimsthalsche Gymnasium, das er Ostern 1909 mit dem Abitur verließ. Während sein Bruder Ernst sich 1906 für das Lehramt und später zunehmend das Fach Physik entschieden hatte, besuchte Heinrich 1909 für ein Sommersemester Sanskrit-Vorlesungen an der Universität München und studierte ab Herbst 1909 für acht Semester an der Friedrich-Wilhelms-Universität in Berlin Germanistik und Indologie; Schwerpunkte waren Philologie und vergleichende Sprachwissenschaft, einschließlich Altgermanischer Dialekte, Alt-Persisch und Sanskrit. Darüber hinaus hörte er bei Heinrich Wölfflin Malerei und Architektur sowie bei Andreas Heusler Nordische Philologie.
1914 wurde er bei den von ihm sehr geschätzten Professoren Heinrich Lüders (Sanskrit, Philologie) und Wilhelm Schulze (vergleichende Sprachwissenschaft) mit seinen Studien zur Geschichte der Gotras promoviert. Dem Studium war ab 1. Oktober 1913 der Wehrdienst als Einjährig-Freiwilliger und seit Beginn des Ersten Weltkrieges der vierjährige Kriegseinsatz gefolgt, beginnend als Dolmetscher im Gefreiten-Rang, später als Nachrichtenoffizier an der Westfront. Nach der Entlassung im Dezember 1918 setzte er 1919 seine Studien in Berlin fort, seit April 1919 als Assistent bei der Orientalischen Kommission der Preußischen Akademie der Wissenschaften. Im Juli 1920 habilitierte er sich an der Universität Greifswald und war dort zwei Jahre lang als Privatdozent für Indische Philologie tätig. Nach dem Freiwerden der Stelle von Bruno Liebich wechselte Zimmer im Sommer 1922 als Privatdozent an die Universität Heidelberg, wo er im Frühjahr 1926 zum außerordentlichen Professor für Indische Philologie ernannt wurde; allerdings geriet er damit in eine direkte und problematische Konkurrenz zu Max Walleser.
Am 14. Juni 1928 heiratete er Christiane von Hofmannsthal (1902–1987), die Tochter des österreichischen Dichters und Schriftstellers Hugo von Hofmannsthal. Aus dieser Ehe gingen vier Söhne hervor: Christoph Heinrich Hugo (1929–1931), Andreas Peter (1930–2003), Clemens (1932–1955) und Michael Johannes (1934–2008).
Vom Januar 1924 bis zu seinem Tod verband Heinrich Zimmer zudem eine „Lebensliebe“ mit Emilie „Mila“ Esslinger, geb. Rauch (1886–1972). Mit ihr zeugte er drei Kinder: Elisabeth Maja (später: Maya Rauch, 1925–2008), Ernst Michael (1926–1945) und Lukas Hannes (1932–2012). Von dieser Gemeinschaft zeugt die äußerst umfangreiche Korrespondenz von 1924 bis Ende 1941. Durch den Eintritt Amerikas in den Zweiten Weltkrieg wurde der Briefwechsel abgeschnitten. Noch vor seiner Emigration hatte Zimmer diese drei Kinder offiziell als die seinen anerkannt, womit ihnen eine Verfolgung als „Halbjuden“ (Eugen Esslinger, bis 1939 der Ehemann von Mila, war ein homosexueller Jude) erspart blieb. Katharina Geiser hat für ihren 2015 erschienenen Roman u. a. 17 00 Briefe des Liebespaares Mila Esslinger und Heinrich Zimmer gesichtet.
Nach dem Kriegsende korrespondierte Christiane Zimmer weiter mit der Familie von Mila Esslinger und unterstützte sie materiell wie finanziell. Nachkommen beider Familien leben sowohl in den USA als auch in der Schweiz.
Bereits 1933 galt Zimmer politisch als „linksgerichtet“ verdächtig, so dass es zu polizeilichen Ermittlungen kam. Eine schon vollständig organisierte Reise nach Indien musste 1936/37 kurzfristig wieder storniert werden, da ihm die Genehmigung behördlich versagt wurde. Im Zuge der nationalsozialistischen Rassengesetze wurde er wegen „nicht-arischer Versippung“ („jüdisch versippt“) im Februar 1938 von seinem Lehrauftrag „freigestellt“, womit ihm sein Heidelberger Lehrstuhl (zwar nur mit Privatdozenten-Stipendium) praktisch endgültig entzogen war. 1939 nutzte er die Einladung zu (unvergüteten) Vorträgen am Balliol College der Oxford University um zunächst nach England zu emigrieren, im Mai 1940 übersiedelte er in die USA. Unter dem Namen Henry R. Zimmer auf Englisch publizierend und durch Spenden finanzierte Gastvorträge haltend, begann er seiner Familie in New Rochelle, einem Vorort von New York City, eine neue Existenz aufzubauen. Zusammen mit Mary Conover Mellon, Ehefrau des Mäzens Paul Mellon, gehörte er zu den Mitbegründern der Bollingen Foundation. Im März 1943 starb er an einer Lungenentzündung, wenige Wochen bevor er an der Columbia University einen Gastlehrstuhl für Indische Philosophie und Religion hätte übernehmen sollen; die Vortragsreihen von 1942 und 1943 bildeten jedoch noch eine Basis für ein (posthum erschienenes) Standardwerk der Indologie des 20. Jahrhunderts: Philosophies of India.

## Werk
Neben der familiären – wissenschaftlichen wie auch sprachlichen und musischen – Prägung zählte Heinrich Zimmer zu seinen bedeutenden Einflüssen Jan Jakob Maria de Groot, dessen Sinologie-Vorlesungen er in Berlin hörte, weiterhin die Werke zum Hinduismus des britischen Gelehrten Sir John Woodroffe (alias Arthur Avalon) und die Schriften von Johann Jakob Bachofen hinsichtlich der Deutung von Mythen und Symbole. Die Begegnung mit Carl Gustav Jung führte zu einem freundschaftlichen und intensiven Gedankenaustausch, der sich – ähnlich wie bei Richard Wilhelm – als gegenseitiger Einfluss in ihren Arbeiten niederschlug. Zimmer nahm an mehreren Treffen des Eranos-Kreises teil und hielt 1933 den Eröffnungsvortrag der ersten Eranos-Tagung in Ascona mit dem Titel Zur Bedeutung des indischen Tantra-Yoga; bereits von England aus fand seine letzte Teilnahme 1939 statt. Er pflegte persönliche Kontakte zu vielen Intellektuellen seiner Zeit, u. a. zu Hermann Hesse, Emil Nolde, Karl Jaspers, Max Kommerell und Carl Jacob Burckhardt. Thomas Mann, mit dem er in Verbindung stand, verwendete Passagen der ihm geschenkten Die indische Weltmutter als eine Vorlage für die Erzählung Die vertauschten Köpfe (1940). Nach dem Tode von Hugo von Hofmannsthal 1929 fungierte Zimmer als dessen literarischer Nachlassverwalter.
Bei einem Treffen von Mitgliedern des C. G. Jung Clubs mit Swami Nikhilananda in New York lernte er Joseph Campbell kennen, woraus sich eine für beide wichtige Mentor- und Freundschaft entwickelte. Campbell redigierte mehrere Werke seines Freundes und gab sie posthum heraus, umgekehrt war sein Der Heros in tausend Gestalten deutlich von Zimmer (und Jung) beeinflusst; dieses Buch und seine weiteren Forschungen über die Heldenreise, die sich als dramaturgisches Grundmuster in vielen Abenteuererzählungen, Mythen und Kinofilmen herauskristallisiert hat, machten ihn selber weithin bekannt.
Zimmer veröffentlichte zahlreiche Schriften zur indischen Philosophie und verstärkt zur Mythologie, die in verschiedene Sprachen übersetzt oder aus dem Englischen ins Deutsche rückübersetzt wurden. Religiöse Bilder, in der darstellenden Kunst wie auch in der verbalen Überlieferung, untersuchte er auf ihren sakralen, einzigartigen und universellen Gehalt, arbeitete ihre Eigenständigkeit und die Unterschiede zur westlichen Kultur heraus, um gleichzeitig nach dem psychologischen Sinn und also tiefgegründeten Gemeinsamkeiten zu suchen. Sein Ansatz war zuweilen verblüffend einfach: Wenn z. B. mit den „Fünfundzwanzig Erzählungen des Totendämons“ (Vetāla pañcaviṃśati) jahrhundertelang zukünftige Könige erzogen wurden, war dies für ihn kein rein unterhaltsames Kinder-Märchenbuch, aber ebenso kein nur historisch zu betrachtendes Literaturdenkmal einer fernen Welt und Zeit. In seiner Rezension zu den Avadana-Legenden (Astavagita) charakterisierte Emil Abegg das – neben der Texttreue der Übersetzung – Typische: „In einem Beiwort gibt Zimmer in fein geschliffenen Formulierungen, die gern in Worte des Textes selbst ausmünden, eine geistvolle, auf kongenialer Einfühlung beruhende Zusammenfassung der Leitgedanken. Im Gegensatz zu jenen Autoren, die bestrebt sind, die vielfach sich verschlingenden Ideen derartiger Werke kritisch auseinanderzulösen – wobei erfahrungsgemäß ihr Leben entweicht – ist hier nichts Fremdes hineingetragen, keinerlei europäische „Korrektur“ angebracht.“
„Die Gottheit ist das Große Vergessende. Alles zu behalten, gar aufzuschreiben – »liber scriptus proferetur, in quo cunctum continetur« – das ist dem Göttlichen völlig fremd. In männlichen Weltaltern und Kulturräumen entsteht die Phantasmagorie des Epischen und Dramatischen als höchste Deutung des Daseins: Lebenshypothese und Illusion des Einmaligen in Heldenleben und Tragödie auf Grund des immer wieder neu erlebten Durchbruchs außerordentlicher Gestalten: begnadeter Heroen, herabgestiegener Götter. Das mütterliche Bewußtsein Indiens aber erinnert sie alle als Wiederkehr des ewig Gleichen: in der äonenweit verschwimmenden monotonen Reihe der Buddhas und im kreisenden Zyklus der Avatāras.“
Gegenüber der streng philologischen Textinterpretation seiner zeitgenössischen Kollegen fand Zimmer damit zu seinem Forschungsgegenstand zusätzlich auch einen persönlichen Zugang, der dabei – noch in der Periode des (auch geistigen) Kolonialismus – von einem hohen Respekt speziell gegenüber der sehr alten Kultur, der Kunst und der Philosophie (statt wie üblich nur „Religion“) des indischen Subkontinents zeugte; über die Jahrzehnte erschienen einige seiner englischsprachigen Bücher auch in indischen Verlagen. So heißt es im ersten Teil der Philosophie und Religion Indiens (S. 44 u. 50) u. a.:
„Allerding ist sie [die indische Philosophie] aus einer östlichen Kulturlage und -bildung hervorgegangen, zielt auf Dinge, die den modernen akademischen Richtungen verhältnismäßig unvertraut sind, und bedient sich fremdartiger Methoden – am Ende jedoch sind die Ziele genau die gleichen, die Plotin, Scotus Eriugena und Meister Eckhart ebenso inspiriert haben wie die philosophischen Gedankenflüge der vorsokratischen Denker, eines Parmenides, Empedokles, Pythagoras und Heraklit. […] Indiens paramārtha – ,höchster (parama) Gegenstand (artha)ʻ – ist nichts Geringeres als die fundamentale Wirklichkeit, die der Erscheinungswelt zugrundeliegt. Dies erkennt man, wenn man sich nicht mehr täuschen läßt von den bloßen Eindrücken, welche die physischen dem von ich-haften Leidenschaften und Gefühlen befangenen Gehirn mitteilen. Man tritt dann aus der Illusion. Paramārtha-vid, ,er, der um den höchsten Gegenstand (paramārtha) weiß (vid)ʻ, ist darum das Sanskrit-Wort, das sich in den Wörterbüchern ungefähr mit ,Philosophʻ wiedergeben läßt.“
Helmuth von Glasenapp in seinem Nachruf: „Mit Heinrich Zimmer hat die deutsche Indologie einen ihrer eigenartigsten und selbständigsten Vertreter verloren […] Seine Aufgeschlossenheit für die mannigfaltigen Erscheinungen des Daseins hatte ihn dazu geführt, die heiligen Texte der Hindus nicht als Objekte für trockene theoretische Untersuchungen, sondern als Dokumente einer lebendigen Wirklichkeit zu sehen.“
Sein Nachlass befindet sich in der Bayerischen Staatsbibliothek und im Deutschen Literaturarchiv Marbach.

## Heinrich-Zimmer-Lehrstuhl
Seit 2010 ist ein Lehrstuhl an der Universität Heidelberg nach Heinrich Zimmer benannt. Der Heinrich Zimmer Chair for Indian Philosophy and Intellectual History wird vom Indian Council for Cultural Relations (ICCR) in Neu-Delhi vergeben und ist sowohl am Exzellenzcluster „Asien und Europa im globalen Kontext“ als auch am Südasien-Institut der Universität Heidelberg angesiedelt. Der erste Inhaber dieser neuen Stiftungsprofessur für indische Philosophie und Geistesgeschichte war der indische Wissenschaftshistoriker Dhruv Raina. Auf Heeraman Tiwari, den zweiten Inhaber des Heinrich Zimmer Lehrstuhls, folgte Amiya Prosad Sen.

## Schriften
- Studien zur Geschichte der Gotras. Harrassowitz Verlag, Leipzig 1914 (Inaugural-Dissertation an der Philosophischen Fakultät der Friedrich-Wilhelms-Universität zu Berlin am 29. April 1914) (online).
- Karman. Ein buddhistischer Legendenkranz. Übertr. u. hrsg. v. Heinrich Zimmer. Friedrich Bruckmann Verlag, München 1925.[27] Neuausgabe: Buddhistische Legenden. Mit einem Vorwort von Friedrich Wilhelm. Insel Verlag, Frankfurt am Main 1985 (insel taschenbuch 820).
- Kunstform und Yoga im indischen Kultbild. Frankfurter Verlagsanstalt, Berlin 1926. Neuauflage: Suhrkamp Verlag, Frankfurt am Main 1976 (Bibliothek Suhrkamp), ISBN 3-518-01482-X.
- Anbetung Mir. Indische Offenbarungsworte nach der Astavagita. R. Oldenbourg Verlag, München 1929 (Der indische Geist. Texte zum Wesen der indischen Welt). Neuausgabe als: Aschtavakragîtâ. Offenbarungsworte des Aschtavakra. Übertr. u. komm. von Heinrich Zimmer – In: Bhagavadgita / Aschtavakragita. Indiens heilige Gesänge. Eugen Diederichs Verlag, Düsseldorf – Köln 1978 (Diederichs Gelbe Reihe 21).
- Spiel um den Elefanten. Ein Buch von indischer Natur. R. Oldenbourg Verlag, München – Berlin 1929 (Der indische Geist. Texte zum Wesen der indischen Welt). Neuauflage: Suhrkamp Verlag, Frankfurt am Main 1979, ISBN 3-518-37019-7. (Enthält eine Übersetzung der Matanga-lila, einer altindischen Elefantenkunde von Nilakantha) (online).
- Ewiges Indien: Leitmotive indischen Daseins. Müller & [J.] Kiepenheuer, Potsdam 1930 / Orell Füssli, Zürich 1930 (Das Weltbild, Bücher des lebendigen Wissens, Band 14) (online).
- Der König mit dem Leichnam – In: Psychologischer Club Zürich (Hrsg.): Die kulturelle Bedeutung der komplexen Psychologie. Festschrift zum 60. Geburtstag von C. G. Jung. Julius Springer Verlag, Berlin 1935. Nachdruck in: Vetalapantschavinsati. Die fünfundzwanzig Erzählungen eines Dämons. Eingeleitet durch: Der König mit dem Leichnam. Wissenschaftliche Buchgesellschaft, Darmstadt 1966.
- Indische Sphären. R. Oldenbourg Verlag, München – Zürich 1935 (Schriften der Corona 12).
- Maya. Der indische Mythos. Deutsche Verlags-Anstalt Stuttgart, Berlin 1936. Neuauflage: Rascher Verlag, Zürich 1952. Neuausgabe, herausgegeben und eingeleitet von Friedrich Wilhelm: Insel Verlag, Frankfurt am Main 1978.
- Weisheit Indiens. Märchen und Sinnbilder. L. C. Wittich Verlag, Darmstadt 1938.
- Die indische Weltmutter. – In: Eranos Jahrbuch 1938, Rhein-Verlag, Zürich 1939.
- Die Inder bis zum Einbruch des Islam. – In: Willy Andreas (Hrsg.): Die Neue Propyläen Weltgeschichte, Band 1: Urgeschichte des Menschen – Frühzeit der Völker – Reiche des Altertums. Propyläen Verlag, Berlin 1940, S. 463–494.
- Der Weg zum Selbst. Lehre und Leben des Shri Ramana Maharshi aus Tiruvannamalai. Hrsg. v. C. G. Jung. Rascher Verlag, Zürich 1944; Eugen Diederichs Verlag, Düsseldorf – Köln 1974 (Diederichs Gelbe Reihe 7).
- Myths and symbols in Indian art and civilization. Edited by Joseph Campbell. Pantheon Books, New York 1946 (The Bollingen Series VI). Deutsche Ausgabe: Indische Mythen und Symbole. Schlüssel zur Formenwelt des Göttlichen. Übers. v. E. W. Eschmann. Rascher Verlag, Zürich 1951; Eugen Diederichs Verlag, Düsseldorf – Köln 1972 (Diederichs Gelbe Reihe 33).
- Hindu Medicine. Edited with a foreword and preface by Ludwig Edelstein. The Johns Hopkins Press, Baltimore 1948.
- The King and the Corpse. Hrsg. von Joseph Campbell. Pantheon Books, New York 1948. Deutsche Ausgabe: Abenteuer und Fahrten der Seele: Der König mit dem Leichnam und andere Mythen, Märchen und Sagen aus keltischen und östlichen Kulturbereichen. Darstellung und Deutung. 4 Kapitel aus dem Englischen übersetzt Lucy Heyer-Grote und Johannes Piron. Rascher Verlag, Zürich 1961. Neuausgabe: Abenteuer und Fahrten der Seele: Ein Schlüssel zu indogermanischen Mythen. Eugen Diederichs Verlag, Düsseldorf – Köln 1977 (Diederichs Gelbe Reihe 67), ISBN 3-424-00877-X.
- Philosophies of India. Edited by Joseph Campbell. Pantheon Books, New York 1951 (Bollingen Series XXVI) / Routledge & Kegan Paul Ltd, London 1952. First Indian edition: Motilal Banarsidass Publishers, Delhi 1990. Deutsche Ausgabe: Philosophie und Religion Indiens. Ins Deutsche übertragen und herausgegeben von Lucy Heyer-Grote. Rhein-Verlag, Zürich 1961; Suhrkamp Taschenbuch Verlag, Frankfurt am Main 1973 (suhrkamp taschenbuch wissenschaft 47), ISBN 3-518-27626-3.
- The Art of Indian Asia. Its Mythology and Transformations. Completed and edited by Joseph Campbell, with photographs by Eliot Elisofon, Dimitri Kessel and others. Princeton University Press 1955; corrected second edition 1960 (Bollingen Series XXXIX). Motilal Banarsidass Publishers, Delhi 1984, new edition: 2001. (2 Bde.)
- Yoga und Buddhismus. Indische Sphären. Durchgesehen von Stefan Zimmer. Insel Verlag, Frankfurt am Main 1973 (insel taschenbuch 45); Suhrkamp Verlag, Frankfurt am Main 1990 (suhrkamp taschenbuch 1734). Auch in anderen Verlagen.
- Die indische Weltmutter. Aufsätze. Herausgegeben und eingeleitet von Friedrich Wilhelm. Insel Verlag, Frankfurt am Main 1980, ISBN 3-458-04967-3. Im Projekt Gutenberg digitalisiert. Hier verlinkt seine autobiographischen Notizen aus Kapitel 10: .

Übersetzungen
- George Dunbar: Geschichte Indiens von den ältesten Zeiten bis zur Gegenwart. Übers. v. Heinrich Zimmer. R. Oldenbourg Verlag, München – Berlin 1937.
- Daisetz Teitaro Suzuki: Die große Befreiung – Einführung in den Zen-Buddhismus. Mit einem Geleitwort von C. G. Jung. Curt Weller & Co., Leipzig 1939; 3. Aufl. (1947) Curt Weller, Konstanz (Edition Asoka); ab 4. Aufl. (1958) Rascher Verlag, Zürich & Stuttgart; ab 6. Aufl. (1972) O. W. Barth, München u. a. (Lizenzausgabe: Fischer-Taschenbuch-Verlag, Frankfurt am Main 1975). Originaltitel: The Great Liberation. Introduction to Zen Buddhism. Eastern Buddhist Society, Kyōtō 1934.[28]

Werkausgabe
- Gesammelte Werke. Rascher Verlag, Zürich & Stuttgart.
  - Bd. 1: Mythen und Symbole in indischer Kunst und Kultur. 1951.
  - Bd. 2: Maya, der indische Mythos. 1952.
  - Bd. 3: Der Weg zum Selbst. Lehre u. Leben des indischen Heiligen Shri Ramana Maharshi aus Tiruvannamalei. Hrsg. v. Carl G. Jung. 1954.
  - Bd. 4: Abenteuer und Fahrten der Seele. Der König mit dem Leichnam und andere Mythen Märchen und Sagen aus keltischen und östlichen Kulturbereichen. Darstellung und Deutung. 1961.
  - Bd. 5: Indische Sphären. 1963.